# 卡塔尔音乐
卡塔尔音乐是指一些带有海洋色彩的民谣、舞蹈和歌曲。在多哈，每个星期五下午都会有传统舞蹈的表演，例如一种名为“Ardah”的舞。这种舞通常由两列舞者在各种打击乐器的伴奏下进行。这些打击乐器中有一种是用火烤制的皮革组成鼓面的乐器，当地人称为“al-ras”。而其他的传统乐器，例如“oud”、“rebaba”、“ney”等也在这种舞蹈中有所运用。

## 男性的民间音乐

### 海乐

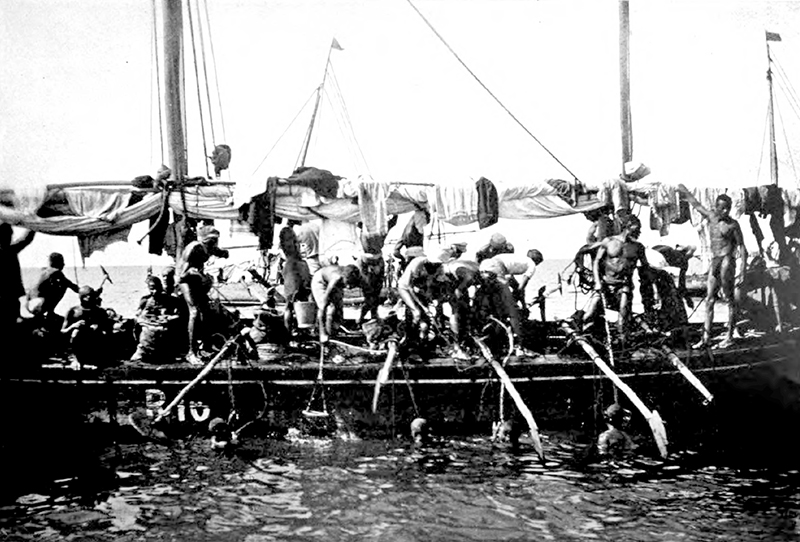
波斯湾的潜水活动

在卡塔尔，与海有关的工作歌曲是最常见的民俗音乐类型，特别是与珍珠有关的歌曲。 每首歌曲根据节奏的不同可被分为若干个部分，用来描述每次出海寻找珍珠的过程。同时歌曲中也有合唱部分，这时每艘船上都会有一名领唱，当地称之为“al naham”。这类歌曲通常是用来缓解出海时船员们的消极情绪，同时也是休息时的娱乐活动。

### 舞蹈

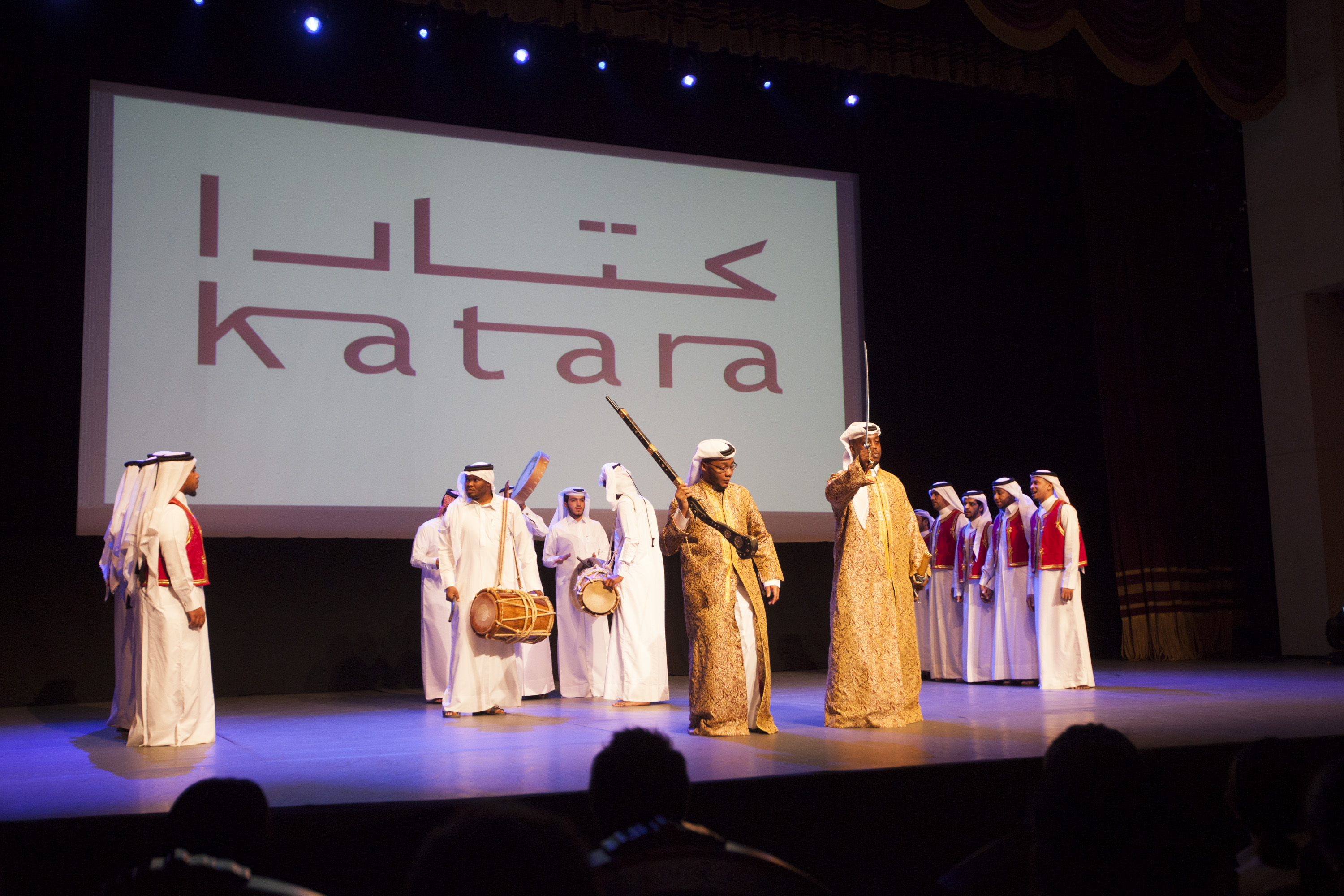
卡塔尔传统艺术家

“Ardah”是一种现在仍然在卡塔尔存在的传统民间舞蹈。 这种舞蹈一般是由两列男性舞者相向而立，有些时候一方舞者会挥舞剑来表演，同时在打击乐器和诗歌朗诵下进行的。
Ardah 舞在波斯湾地区有两种主要的形式，陆地式和海洋式。而在卡塔尔，人们通常将这两种形式融合起来表演。例如在一些表演中，舞者的穿着为陆地式，但舞台场景却在海洋中，同时伴奏的打击乐也是海洋风格的。

## 女性的民间音乐
与男性不同，女性所歌唱的对象通常与日常活动有关，例如种植农作物和烹饪。这些歌曲一般的形式是合唱。但也可根据叙述方式分为两大类，主题宽泛的和具体的，后者是只描述某个特定的过程。
还有一点，女性通常也会歌唱回港的船只，特别是出海寻找珍珠的。 在这些歌曲中，女性一般会聚齐在海岸边，拍着手并歌唱着寻找珍珠的过程，就和男性在船上唱的一样。